# 阿博都巴哈的遗嘱
《阿博都巴哈的遗嘱》是巴哈伊信仰的一份重要宗教经典，由阿博都巴哈所著。其中部分内容是阿博都巴哈在受威胁的情况所著。第一部分的写作时间可能是在1906年。 
此《遗嘱》被认为是巴哈伊信仰的核心宗教经典之一，被认为与阿博都巴哈父亲巴哈欧拉所著的《亚格达斯经》有密切联系。

《阿博都巴哈的遗嘱》连同《神圣计划书简集》及《卡尔迈勒书简》被守基·阿芬第描述为巴哈伊行政体系的宪章性质的文件。 

## 概述
在巴哈伊信仰中圣约这一概念有着重要意义。而《阿博都巴哈的遗嘱》时常被认为是阿博都巴哈作为圣约中心这一角色的扛鼎之作。在此《遗嘱》中，阿博都巴哈描述了他所处的环境，说明了其反对者的诡计，解决了巴哈伊信仰的一些事务，并任命了守基·阿芬第为其继承者及信仰的圣护。此外，基于前述任命，《遗嘱》亦明确了巴哈伊信仰的行政管理体系，在国家层面建立了灵体会，并明确了前述机构及世界正义院的选举机制。
此《遗嘱》由三部分组成，每部分在不同的情境下独立写成。一般所称的《遗嘱》是指三部分编撰后的合集。

## 内容

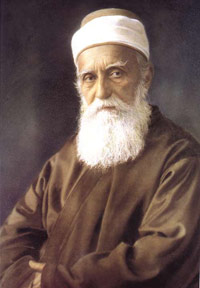
阿博都巴哈

### 巴哈伊信仰的基本原则
阿博都巴哈指出巴哈伊信仰的基本教义是对全人类的爱。他重申了巴哈欧拉和前一位上帝的显示者巴孛的双显圣者的地位，并解释了巴哈欧拉的完整地位。
- 主所钟爱的人们啊！在本天启周期里，分歧和争执乃被绝对禁止。凡违反者皆将失去上帝的恩宠。人人皆须对世界所有民族和宗族——无论朋友或陌生人——表现出最大程度的仁爱、正直的操行、坦诚的态度和真挚的友好。此仁爱和友善之精神须达到如此程度：变生人为朋友，敌人为兄弟，无论有何差异，概无一丝芥蒂。
- 崇高圣尊（巴孛）乃上帝同一性与唯一性之显示者，乃亘古美尊之先驱。
- 阿卜哈美尊（愿我的生命能祭献给祂忠贞的朋友们）乃上帝之最高显示者及上帝至圣本质之启端。余者皆其仆人，听命于祂。

### 圣约
阿博都巴哈明确了巴哈欧拉建立圣约的美德。然后他阐述了对圣约不忠诚的人对巴哈伊信仰的中心所带来的苦难，包括米尔扎·叶海亚对巴哈欧拉的攻击以及穆罕默德·阿里对他自己攻击。
- 笃守圣约的人们啊！动乱中心、罪魁祸首米尔扎·穆罕默德-阿里已经离开了圣道的荫庇，背弃了圣约。他伪造圣文，重创了上帝的真信仰，驱散和分裂了上帝的信众，怀着刻骨之仇竭力伤害阿博都-巴哈，带着切齿之恨攻讦这位神圣门槛之仆。

### 圣护及世界正义院
阿博都巴哈建立了世袭的圣护职位，并勾划了其重要功能。他指出，圣护有权任命圣辅，并明确了圣护与圣辅之间的关系。他亦说明了世界正义院的选举制度，并重申了只有世界正义院有权就巴哈伊宗教经典中没有明确的事务立法。
- 这神圣而幼嫩之分枝——圣道守护者和将由普选产生之世界正义院，皆受阿卜哈美尊的照顾与保佑，皆受崇高圣尊（我愿能为祂们二位献身）的庇护和无误指引。
- 。这里所说的正义院乃指世界正义院，亦即，各国须成立一个中级正义院，再由这些中级正义院选出世界正义院的成员。一切事务皆须呈交该机关。凡圣典未予明文规定者，皆由它制定相关法令和条例。一切难题皆须由该机关解决，而圣护则为该机构之神圣首领及终身杰出成员。若圣护无法亲自参加该机构的商议，须委派一人代表他出席。
- （世界正义院的）成员须在某处聚会，审议所有引致分歧之问题、有待澄清之疑点及圣书语焉不详之事项。他们所作之任何决定皆具有与圣书本身等同的效力。

### 上帝的圣辅
此《遗嘱》亦明确了圣辅的义务与责任。他们主要的责任包括传播信仰，驱逐叛乱者，并在其中互选出九位成员辅助圣护及确认圣护的继承人。
- 我意在表明：各位圣辅须时刻保持警惕，一旦发现有人开始对上帝之道的圣护表示不满并与之作对，便须即刻将其逐出巴哈之民群体，决不接受他的任何辩解。
- 圣辅们须从自身之中遴选九人，为圣护之工作提供全职性的重要服务。这九人须由全体圣辅以全票或多数票选出。无论一致或多数选出，他们皆须就圣护所提名之继承人进行表决。
- 圣护提名和任命。他们皆受圣护之荫庇，皆须服从他的命令。无论谁，无论是否圣辅，若拒不听命，制造分裂，必蒙上帝的惩罚和报复，因为如此行为必然导致上帝真信仰的破裂。
- 所有圣辅皆须遵循圣护的指示。圣护须不断敦促他们竭尽所能传播上帝的甘美芳香，引导世间万民因为照亮整个宇宙者乃此神圣指引之光。